# Йени джамия (Битоля)
Кади Мехмед (Махмуд) Челеби (Ефенди) джамия или Йени джамия (на турски: Kadı Mahmud Çelebi Camii, Yeni Camii на македонска литературна норма: Јени џамија) е мюсюлмански храм от XVI век, намиращ се в град Битоля, Северна Македония.

## Местоположение
Джамията е разположена на централния градски площад, на десния бряг на Драгор, в близост до Саат кула и църквата „Свети Димитър“. Построена е по поръчка на битолския кадия Кади Махмуд ефенди на мястото на по-стара джамия. Махмуд ефенди учредява и вакъф за джамията с къщи, ханове, магази и дюкяни. Големият мост я свързва с Безистена, чаршията и главната Исак Челеби джамия. Край джамията има гробища, в които е погребан бекташкият мистик Халил Баба.

## Имена
Джамията присъства в местните легенди, записвани от фолклористите Мехмед Тефик, Марко Цепенков и Йован Хадживасилевич. Джамията е известна под няколко имена. Най-популярно е Нал джамия (тоест Подкова джамия), тъй като според легендите имала запазени следи от подковите на коня на Свети Георги, който ударил със задните копита в стената ѝ. Легендата е свързана с битолската християнска митология, че на мястото е имало храм „Свети Георги“. Второто име е Синджирли бунар джамия, свързано с някогашния стар бунар със синджир за изваждане на вода за храма, който вече не съществува. От името Йени, тоест Нова може да се предположи, че на мястото ѝ е имало по-стар храм. Хадживасилевич в „През Стара Сърбия и Македония в 1879 година“ предава легендата, че църквата „Свети Георги“ на някогашния Пекмез пазар е превърната в Нал джамия.

## История
В 1661 година през града минава османският пътешественик Евлия Челеби, който казва, че в него има джамия на Махмуд ефенди със следния надпис:
| „ | Истина е, че тая светла джамия го осветява града като ден. О, Лаели който го състави тоя хроностих за джамията Молитвено място за пратеника на божиите наместници. 973 година | “ |

Хроностихът е под формата на хронограм и дава 973 година от хиджра или 1565 от Рождество Христово. Според изчисленията на Мехмед Тефик и Крум Томовски обаче точната година на стиха е 966 (1558-1559), а според най-новите изчисления (ебджед хесап) на Екрем Хакъ Айверди и Муджахид Асимов датата е 961 по хиджра или 1553-1554 година.
Над входа на джамията е запазен мраморен надпис на османски турски, който осведомява за реновирането на джамията в 1308 година (1890-1891), при което е преизграден и разширен тремът на северната страна и е добавен нов трем с шест купола от майстор Павле Ристич от Смилево. Тогавашният имам нарежда преупотреба на мраморните сполии, а подът е покрит с изчукани надгробни мраморни плочи.
Джамията се използва като мюсюлмански храм до 1943 година. В 1950 година гробищата и различните обекти около джамията са премахнати и е създаден парк с шадравани. В 1957 година сградата е обявена за паметник на културата и в нея е разположена художествена галерия за съвременна графика, под управлението на Института за защита на паметниците на културата и музей – Битоля.

## Архитектура
Архитектурата на сградата е като тази на Исак джамия, построена в началото на XVI век, и представлява преходен етап между ранния и класическия османски стил. Джамията е масивна сграда, градена от камък, по-жълт от този на Исак джамия. Изградена е в опус клоазоне – редуване на слоеве квадратни камъни и тухли. Молитвеното пространство е с размери 12,78 на 12,78 m, куполът е висок 19 m, а минарето – 39 m. Куполът е върху осмостенен барабан с тромпи на квадратна основа.
Тремът е дълъг 14,20 m и широк 10 m и е покрит с два реда по три купола. Вероятно в XIX век, с увеличаването на вярващите, откритият трем е затворен. Представлява широк двоен трем, като всяка ниша е засводена със сляп купол, видим отвън. Този трем постепенно става характерен за големите джамии в Битоля. В XIX век тремът е изрисуван с вази и ибрици с цветя, купи с плодове, розети и колони, създаващи илюзия за реалност и така допринасящи за усещане за широчина.
Интериорът е богато декориран. Храмът се осветява с четири реда монументални прозорци. Мраморният минбар е с арабеска в барелеф. Михрабът е декориран със сталактитна геометрична орнаментика. Такава има и под тромпите. До дървения балкона за проповедника – махвил мукабир, се стига през тунел в зида до минарето. Тремът е подпрян на два вида мраморни колони с декоративни капители. Между молитвеното пространство и трема има тежки двукрилни врати, в чиито горен дял се разбовани осмоъгълни розети с текстове от Корана, 112 сура Ал Ихлас. Порталът, който ограничава махвила и портата е рамкиран с фаянсови керамични плочки, дело на работилницата в Изник, каквито има и в Йени джамия в Гюмюрджина. Тази декорация прави джамията уникална за Македония. Такива фаянсови плочки има и по минарето, които типологично са същите като украсата на Паша бей тюрбе в Скопие (1438).
Вътрешността на големия купол със сталактитните тромпи, киблата с михраба, стените на молитвената стая са били изписани със земни цветове в техника ал секо. Сцени от кораничната есхатология и мотиви от светите места са били изписани в стил китахия. В началото на XX век италиански художник рисува върху тях ведути. В основното пространство са изписани лози и различни други растителни елементи, розети, както и калиграфски надписи със сури от Корана, мъдрости на първите халифи и други.

## Разкопки
В 2003 година Томе Янакиевски от Института за опазване на паметниците на културата започва разкопки в джамията, като разкрива средновековен зид, остатъци от фрески, осем погребения, монети и керамика – всички от XII век. От 2004 до 2008 година разкопките продължават под ръководството на Гордана Филиповска-Лазаревска. В 2008 година е разкопан зид от базиликална сграда. Сред находките има предмети с църковен характер – двустранен пекторален правоъгълен медальон, два сребърни пръстена, два оловни печата от XI век – единият с допоясно изображение на Свети Георги, а другият с бюст на Богородица с Младенеца в медальон. Пекторалният медальон е с позлатени изображения на Свети Никола и Свети Василий от едната страна и на Свети Теодор Тирон и Свети Георги от другата. Според Филиповска медальонът е изработен в Цариград и е от XI век. Единият сребърен пръстен е с гравирана Богородица с Исус в ръцете и е от IX век. Други предмети, намерени при разкопките, са от XIV век.
Разкопките продължават в трема на храма, където са открити основите на по-стар обект, вероятно старата джамийска сграда. През есента на 2008 година в молитвената зала на джамията цялостно е разкрита източната част на средновековна църква с многоъгълна апсида, дяконикон и проскомидия. Част от основите на църквата излизат извън иззиданото пространство на джамията, което показва, че тя е била с по-големи размери. Открити са и много фрагменти от фрески.
В резултат на разкопките са открити основи от три християнски църковни сгради – от VII, XI и XIII-XIV век, както и основи от по-стара джамийска сграда отпреди 1553 година. Институтът за защита на паметниците на културата иска да превърне Йени джамия в паметник на християнската и ислямската история.